# سالم بوشنين
سالم بوشنين ، لاعب كرة قدم إماراتي سابق.
و قد كان يلعب مع نادي النصر الإماراتي.
و قد لعب مع منتخب الإمارات لكرة القدم.

## كأس الخليج

### كأس الخليج 1976
و قد سجل هدف في مرمى منتخب البحرين لكرة القدم.

### كأس الخليج 1979
و قد سجل هدف في مرمى منتخب عمان لكرة القدم.